# Phytotartessus scabrifrons
Phytotartessus scabrifrons är en insektsart som beskrevs av Walker 1870. Phytotartessus scabrifrons ingår i släktet Phytotartessus och familjen dvärgstritar. Inga underarter finns listade i Catalogue of Life.